# Розмітка зовнішніх ключів (шаблон проєктування)
Розмітка зовнішніх ключів (англ. Foreign Key Mapping) — шаблон проєктування, який пропонує відображати асоціації між таблицями у вигляді посилань між об'єктами.

## Опис
Зв'язки між таблицями в базі даних реалізовані за допомогою зовнішніх ключів. В той час, як об'єкти посилаються один на одного за допомогою вказівників. У реляційних базах даних зберігання пов'язаних вказівниками об'єктів може призвести до порушення правил нормалізації.
Щоб зберегти граф об'єктів в сховище, необхідно перетворити ключ об'єкта за вказівником у зовнішній ключ.

## Реалізація
Нехай дані об'єкти, які представляють моделі таблиць у сховищі.
```
class
 
AlbumTable

{

        
public
 
int
 
Id
 
{
 
get
;
 
set
;
 
}

        
public
 
string
 
Title
 
{
 
get
;
 
set
;
 
}

        
public
 
int
 
ArtistId
 
{
 
get
;
 
set
;
 
}

}

class
 
ArtistTable

{

        
public
 
int
 
Id
 
{
 
get
;
 
set
;
 
}

        
public
 
string
 
Name
 
{
 
get
;
 
set
;
 
}

}

```

Тоді у пам'яті таку структуру описують наступні об'єкти.
```
class
 
Album

{

        
public
 
int
 
Id
 
{
 
get
;
 
set
;
 
}

        
public
 
string
 
Title
 
{
 
get
;
 
set
;
 
}

        
public
 
Artist
 
Artist
 
{
 
get
;
 
set
;
 
}

}

class
 
Artist

{

        
public
 
int
 
Id
 
{
 
get
;
 
set
;
 
}

        
public
 
string
 
Name
 
{
 
get
;
 
set
;
 
}

}

```

Тоді код для відображення об'єктів із пам'яті в структуру сховища та назад виглядатиме наступним чином.
```
class
 
Mapper

{

	
public
 
Album
 
GetAlbum
(
AlbumTable
 
albumTable
,
 
Artist
 
artistTable
)

	
{

		
if
 
(
albumTable
.
ArtistId
 
!=
 
artistTable
.
Id
)
 
throw
 
new
 
InvalidOperationException
();

		
return
 
new
 
Album

		
{

			
Id
 
=
 
albumTable
.
Id
,

			
Title
 
=
 
albumTable
.
Title
,

			
Artist
 
=
 
new
 
Artist

			
{

				
Id
 
=
 
artistTable
.
Id
,
 
// albumTable.ArtistId

				
Name
 
=
 
artistTable
.
Name
,

			
},

		
};

	
}

	

	        

	
public
 
(
AlbumTable
,
 
ArtistTable
)
 
GetAlbumWithArtistTable
(
Album
 
album
)

	
{

		
var
 
albumTable
 
=
 
new
 
AlbumTable

		
{

			
Id
 
=
 
album
.
Id
,

			
Title
 
=
 
album
.
Title
,

		
};

		

		
var
 
artistTable
 
=
 
new
 
ArtistTable

		
{

			
Id
 
=
 
album
.
Artist
.
Id
,

			
Name
 
=
 
album
.
Artist
.
Name
,

		
};

			

		
return
 
(
albumTable
,
 
artistTable
);

	
}

}

```